# کلود زیدی
کلود زیدی (فرانسوی: Claude Zidi‎؛ زادهٔ ۲۵ ژوئیهٔ ۱۹۳۴) کارگردان فیلم و فیلم‌نامه‌نویس اهل فرانسه است.

## بخشی از فیلم‌شناسی
- آستریکس و اوبلیکس گرفتن سزار (۱۹۹۹)
- بال یا ران (۱۹۷۶)
- جانوران (فیلم ۱۹۷۷) (۱۹۷۷)

## جوایز
- جایزه سزار بهترین کارگردانی (۱۹۸۵)